# Памятная медаль, посвящённая 80-летию строительства Сурского и Казанского оборонительных рубежей
Памятная медаль, посвящённая 80-летию строительства Сурского и Казанского оборонительных рубежей — памятная юбилейная награда Чувашской Республики. Учреждена Указом Главы Чувашской Республики от 8 сентября 2020 года № 224 «Об учреждении памятной медали, посвящённой 80-летию строительства Сурского и Казанского оборонительных рубежей».

## История создания
На рассмотрение конкурсной комиссии было представлено 11 работ.
Проект памятной медали должен был соблюдать правила геральдики и фалеристики. Также оценивались высокая художественная выразительность, эстетичный внешний вид и оригинальность.
В итоге победителем был признан эскиз народного художника Российской Федерации
Г. И. Правоторова.
Отобранный эскиз памятной медали прошёл экспертизу в Геральдическом совете при Президенте Российской Федерации.

## Статутмедали
Памятной медалью, посвящённой 80-летию строительства Сурского и Казанского оборонительных рубежей, награждаются граждане Российской Федерации, иностранные граждане и лица без гражданства за организацию работ и самоотверженный труд при строительстве Сурского и Казанского оборонительных рубежей, а также за плодотворную работу по организации и проведению мероприятий, посвященных трудовому подвигу участников строительства Сурского и Казанского оборонительных рубежей, вклад в сохранение памяти о трудовом подвиге участников строительства Сурского и Казанского оборонительных рубежей и его популяризацию.
Памятная медаль не является государственной наградой Чувашской Республики.
Памятная медаль и удостоверение к ней по форме, утвержденной распоряжением Администрации Главы Чувашской Республики, вручаются Председателем Кабинета Министров Чувашской Республики или иным должностным лицом по его поручению.
Памятная медаль носится на левой стороне груди, при наличии государственных наград Российской Федерации, государственных наград СССР, государственных наград Чувашской Республики располагается после них.
Награждение памятной медалью посмертно не производится.
Повторное награждение памятной медалью не производится.
Дубликаты памятной медали не выдаются.

## Описание медали

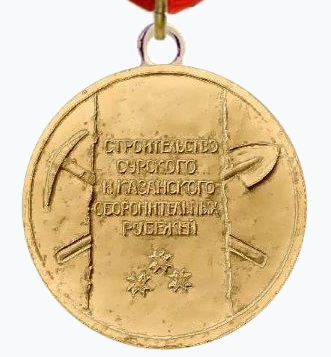
Реверс медали

Памятная медаль, посвящённая 80-летию строительства Сурского и Казанского оборонительных рубежей, изготавливается из томпака (бронзового сплава) и имеет форму круга диаметром 35 миллиметров. Лицевая и оборотная стороны памятной медали окаймлены рантом.
На лицевой стороне памятной медали размещена рельефная композиция, изображающая героический труд участников строительства Сурского и Казанского оборонительных рубежей. По бокам памятной медали (справа и слева от композиции) рельефными цифрами обозначены годы строительства Сурского и Казанского оборонительных рубежей — «1941» и «1942».
На оборотной стороне памятной медали изображены перекрещивающиеся лопата и кирка, в середине выполненная рельефными буквами надпись «Строительство Сурского и Казанского оборонительных рубежей», над надписью в центре - пятиконечная звезда.
Памятная медаль при помощи ушка и кольца соединяется с прямоугольной, закругленной книзу колодкой размером 48 x 32 миллиметра, обтянутой шелковой муаровой лентой шириной 31 миллиметр. Лента трехцветная: слева - полоса бордового цвета шириной 16 миллиметров, справа - полоса желтого цвета шириной 6 миллиметров с двумя чередующимися полосами красного цвета: широкой - вдоль края ленты шириной 6 миллиметров и слева от нее узкой - шириной 1 миллиметр, между которыми полоса желтого цвета шириной 2 миллиметра.
На оборотной стороне колодки имеется булавка для прикрепления памятной медали к одежде.

## Награждённые медалью
16 июня 2021 года В Чувашии памятной медалью в честь 80-летия строительства Сурского и Казанского оборонительных рубежей были награждены первые 13 человек, в том числе девять — участницы возведения рубежей обороны в 1941 — 1942 годах. Соответствующее распоряжение о награждении подписал глава Чувашии Олег Николаев.
Символично, что первые награждённые памятной медалью — женщины. Именно женщины в годы Великой Отечественной войны составили основную часть трудовой мобилизации, на их плечи легла самая тяжёлая работа: рытьё окопов, танковых рвов и ходов сообщения.
Первыми памятной медали, удостоены девять женщин. Это Любовь Ивановна Аркадьева, Ирина Константиновна Данилова, Евгения Федоровна Денисова, Любовь Андреевна Егорова, Мария Васильевна Кабакова, Мария Александровна Камчаткина, Антонина Ильинична Лебедева, Галина Матвеевна Николаева, Дария Тимофеевна Родионова.
Награды им присвоены за «самоотверженный труд при строительстве Сурского и Казанского оборонительных рубежей».
Кроме того, ещё четыре человека награждены памятной медалью «за плодотворную работу по организации и проведению мероприятий, посвящённых трудовому подвигу участников строительства Сурского и Казанского оборонительных рубежей, вклад в сохранение памяти о трудовом подвиге» и его популяризацию.